# ملولبينات
الملولبينات (الاسم العلمي:†Spiriferoidea) هي فوق فصيلة منقرضة من عضديات الأرجل تتبع رتيبة ملولبينات وأشباهها من رتبة الملولبيات.

## التصنيف
- فصيلة †الملولبات
  - جنس †الملولبة